# روماريو ريبيرو
روماريو ريبيرو هو لاعب كرة قدم برازيلي في مركز الهجوم، ولد في 6 سبتمبر 1989 في Pará de Minas ‏ في البرازيل. لعب مع Cartagena FC ‏.

## وصلات خارجية
- روماريو ريبيرو على موقع قاعدة بيانات كرة القدم.إي يو (الإنجليزية)